# ガス室

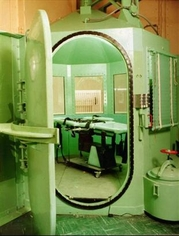
アメリカ、サン・クエンティン州立刑務所のガス室

ガス室（ガスしつ、英語: gas chamber、ドイツ語: Gaskammer、ロシア語: газовая камера）は毒ガスによって中に入れられたものを殺傷する密閉された部屋。

## ジェノサイド

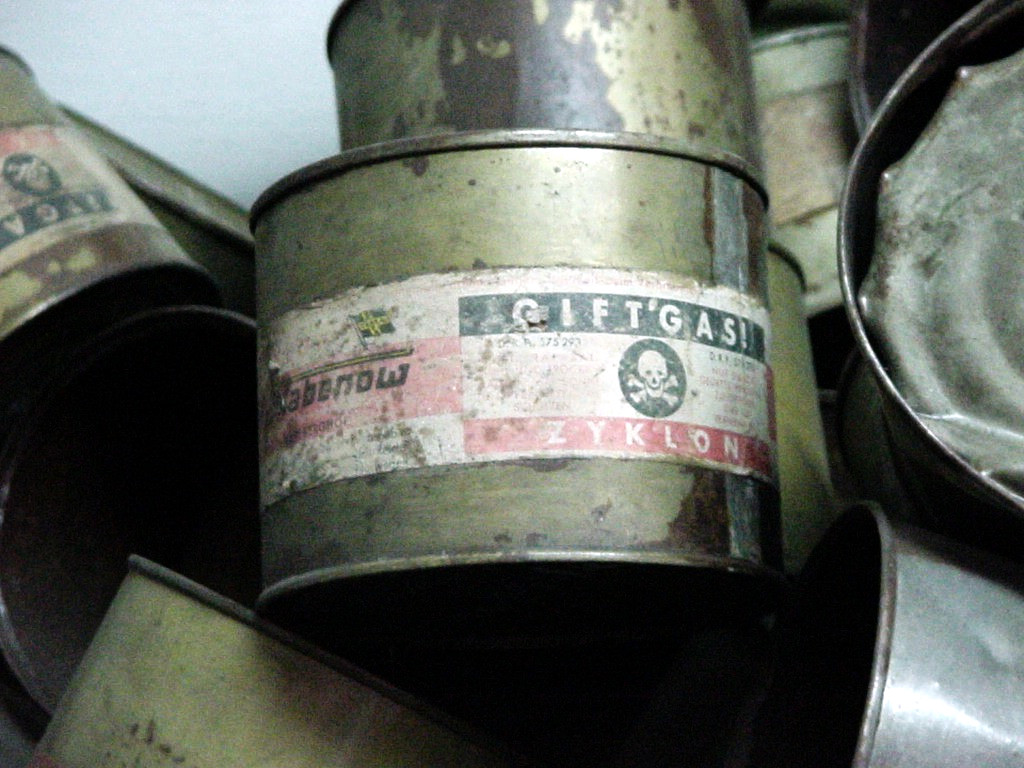
チクロンBを封入した缶 珪藻土にシアン化水素が染み込ませてある

ナチス・ドイツが絶滅収容所でホロコーストとしてユダヤ人等に用いたとされる。使用されたのは、主に燻蒸殺虫剤のチクロンBで天井の穴から投げ込まれたとされ、犠牲者が死に絶えるまで、20分ほどだったという。
なお、「チクロンBは殺虫剤に過ぎず、連続的大量殺人は不可能である。ナチスによるユダヤ人殺害にガス室は用いられていない」と主張する者も存在する（ホロコースト否認の項を参照）。
しかし、チクロンBは青酸系の無人状態と使用後の長時間の換気を厳守する前提で燻蒸するための殺虫剤であり、昆虫より人間に対しての毒性は極めて高い。通常殺虫ではHCN濃度16,000ppmで20時間掛かるが、人間の場合は300ppmで数分以内に死に至る。
また、ルドルフ・ヘスの副官だったカール・フリッチュ大尉は、3マルク50ペニヒで購入されたチクロンB、1キログラムで、200人を殺害出来たと述べている。

## アメリカの死刑

ガス室による死刑を採用していたアメリカの州
ガス室による死刑を行ったことがない
最近まで行われていた
直接的な方法としては行っていない

アメリカ合衆国のいくつかの州では、ガス室による死刑を執行している。死刑囚は密閉されたガス室内の椅子に固縛され、外部操作によって椅子の下に置かれた硫酸容器の中に青酸ナトリウムが落ちると、青酸ガスが発生し、死刑囚を死に至らしめる。あらかじめ装着された長い聴診器により、外部から医師が死を判定する。判事や許可を受けた報道関係者に見えるように、ガラスの大きな窓を備えている。
1979年公開のアメリカのモンド映画「ジャンク 死と惨劇」には、実際の死刑囚に対するガス処刑風景が記録されており、処刑時の死刑囚の様子を見ることが出来る。
執行後のガス室は壁面に付着した青酸ガス成分を除去するため、毎回の洗浄作業が必要となる。この作業に対する防護措置、危険手当、各種消耗品等の負担は大きく、現在のアメリカにおいて最もハイコストな死刑方法である。死刑執行一時停止前の1939年～1964年の間は電気椅子に次いで多い死刑執行方法であったが、1977年の死刑再開以降、ガス室による処刑で執行されたのは11件であり、1999年3月3日のアリゾナ州でのドイツ国籍を有するウォルター・ラグランドの執行を最後にアメリカ国内で行われていない。なお、アメリカ合衆国初のガス室による死刑執行は、1924年2月8日に執行されたジー・ジョンである。

## 家畜・動物の屠殺
家畜を安全、能率的かつ安価に屠殺するためガス室が使用されている。
また、飼い主に捨てられた犬猫などのペット動物を殺処分する場合に用いられることもある。青酸ガスや硫化水素などの有毒ガスではなく二酸化炭素を用いるケースが多い。動物は充満した二酸化炭素により、イヌでは30〜40％CO2と酸素により1、2分間で麻酔導入され、ネコでは60％CO2の吸入で45秒後に意識を消失し、5分以内に呼吸が停止する（酸素欠乏症）。これらのガス室は「ドリームボックス」と呼ばれることがある。二酸化炭素の使用は米国獣医学会においても適切な手段のうちのひとつとされる。死亡後の遺体はそのまま焼却炉へと落とされ、焼却処分される。焼却処分の後、遺骨は粉砕処理され、産業廃棄物処理業者へと引き渡される。このような方法に対して反対する者もいる。